# Home Nations Championship 1932
L'Home Nations Championship 1932 (in gallese Pencampwriaeth Rygbi'r Pedair Gwlad 1932) fu la 28ª edizione del torneo annuale di rugby a 15 tra le squadre nazionali di Galles, Inghilterra, Irlanda e Scozia, nonché la 45ª in assoluto considerando anche le edizioni del Cinque Nazioni.
Il torneo fu il primo dopo il ritorno a quattro squadre deciso dalle Union delle Isole britanniche per sanzionare il comportamento della Fédération Française de Rugby che non aveva intrapreso i passi necessari per fermare episodi di violenza negli stadi, né per abrogare il campionato nazionale, che a loro dire privilegiava l'aspetto competitivo rispetto a quello sportivo oltre a incoraggiare il professionismo stante la natura economica dei club partecipanti.
Un estemporaneo comitato congiunto tra federazione francese e le quattro britanniche per riformare il campionato e trasformarlo in una competizione interregionale completamente dilettantistica fallì nel compito, e quindi fu deciso di interrompere gli incontri a livello internazionale con la Francia.
Il titolo, per l'ottava volta nella storia della competizione, fu condiviso, nell'occasione fra tre vincitori: nella penultima giornata il Galles, battendo l'Irlanda, le impedì la vittoria a punteggio pieno e la forzò alla condivisione del primato cui, in seguito, si aggiunse anche l'Inghilterra quando, nella Calcutta Cup di quell'anno, batté la Scozia relegandola al whitewash e contemporaneamente aggiudicandosi il torneo ex aequo.
Il valore delle marcature, come stabilito dall’IRFB nel 1905, era: 3 punti per ciascuna meta (5 se trasformata), 3 punti per la realizzazione di ciascun calcio piazzato o mark, 4 punti per la realizzazione di ciascun drop.

## Nazionali partecipanti e sedi
| Squadra     | Città           | Impianto interno      |
| ----------- | --------------- | --------------------- |
| Galles      | Cardiff Swansea | Arms Park St. Helen's |
| Inghilterra | Londra          | Twickenham            |
| Irlanda     | Dublino         | Lansdowne Road        |
| Scozia      | Edimburgo       | Murrayfield           |

## Risultati
| Arbitro: | Frank Moffat |

|         |      |       |
| Boon    | mt   | Coley |
| Bassett | tr   | Coley |
| Bassett | c.p. |       |
| Boon    | drop |       |

| Arbitro: | T. Bell |

|  |      |         |
|  | mt   | Boon    |
|  | c.p. | Bassett |

| Arbitro: | Billy Burnet |

|        |      |             |
| Waide  | mt   | Burland     |
| Murray | tr   | Burland     |
| Murray | c.p. | Burland (2) |

| Arbitro: | Barry Cumberledge |

|              |    |                          |
| Simmers Wood | mt | Hunt Lightfoot (2) Waide |
| Allan        | tr | Murray (4)               |

| Arbitro: | Edgar Holmes |

|             |      |                          |
| Davey Ralph | mt   | Lightfoot Ross (2) Waide |
| Ralph       | drop |                          |

| Arbitro: | Jim Wheeler |

|                             |    |          |
| Aarvold (2) B. Black Tanner | mt | I. Smith |
| Burland (2)                 | tr |          |

## Classifica
| Pos | Squadra     | G | V | N | P | PF | PS | DP  | Pt |
| --- | ----------- | - | - | - | - | -- | -- | --- | -- |
| 1   | Irlanda     | 3 | 2 | 0 | 1 | 40 | 29 | +11 | 4  |
| 2   | Galles      | 3 | 2 | 0 | 1 | 28 | 17 | +11 | 4  |
| 3   | Inghilterra | 3 | 2 | 0 | 1 | 32 | 23 | +9  | 4  |
| 4   | Scozia      | 3 | 0 | 0 | 3 | 11 | 42 | −31 | 0  |